# Старбак (Вашингтон)
Старбак (англ. Starbuck) — місто (англ. town) в США, в окрузі Колумбія штату Вашингтон. Населення — 119 осіб (2020).

## Географія
Старбак розташований за координатами 46°31′17″ пн. ш. 118°7′41″ зх. д. / 46.52139° пн. ш. 118.12806° зх. д. (46.521442, -118.128073).  За даними Бюро перепису населення США в 2010 році місто мало площу 0,54 км², уся площа — суходіл.

## Демографія
Згідно з переписом 2010 року, у місті мешкало 129 осіб у 73 домогосподарствах у складі 38 родин. Густота населення становила 241 особа/км².  Було 91 помешкання (170/км²).
Расовий склад населення:
| - 93,0 % — білих - 0,8 % — корінних американців - 4,7 % — осіб інших рас |

До двох чи більше рас належало 1,6 %. Частка іспаномовних становила 2,3 % від усіх жителів.
За віковим діапазоном населення розподілялося таким чином: 10,9 % — особи молодші 18 років, 55,0 % — особи у віці 18—64 років, 34,1 % — особи у віці 65 років та старші. Медіана віку мешканця становила 58,1 року. На 100 осіб жіночої статі у місті припадало 101,6 чоловіків;  на 100 жінок у віці від 18 років та старших — 101,8 чоловіків також старших 18 років.
Середній дохід на одне домашнє господарство  становив 63 119 доларів США (медіана — 33 558), а середній дохід на одну сім'ю — 109 523 долари (медіана — 46 250). 
Цивільне працевлаштоване населення становило 44 особи. Основні галузі зайнятості: публічна адміністрація — 36,4 %, освіта, охорона здоров'я та соціальна допомога — 18,2 %, сільське господарство, лісництво, риболовля — 11,4 %, мистецтво, розваги та відпочинок — 9,1 %.